# Pocillopora clavaria
Pocillopora clavaria is een rifkoralensoort uit de familie van de Pocilloporidae. De wetenschappelijke naam van de soort is voor het eerst geldig gepubliceerd door Ehrenberg.